# 권상하 초상
권상하 초상(權尙夏 肖像)은 충청북도 제천시 제천의병전시관에 있는 조선시대의 권상하의 초상화이다. 2012년 7월 6일 충청북도의 유형문화재 제333호로 지정되었다.

## 개요
“한수옹칠십구세진(寒水翁七十九歲眞)”이라는 화제가 있고 오른쪽 아래에는 “기해사월일화사김진여모(己亥四月日畵師金振汝摹)”라는 기록이 있어 권상하가 79세 되던 1719년 김진여에 의해 그려진 것을 알 수 있다.
화가가 밝혀진 작품이며 18세기에 유행한 한림학사풍(翰林學士風) 사대부 초상의 대표적인 예로 다른 초상화에서는 볼 수 없는 흰색 물결 모양의 의문이 있는 특이한 심의가 주목된다.

## 참고 자료
- 권상하 초상 - 국가유산청 국가유산포털